# Ischionodonta brasiliensis
Ischionodonta brasiliensis är en skalbaggsart som först beskrevs av Louis Alexandre Auguste Chevrolat 1859.  Ischionodonta brasiliensis ingår i släktet Ischionodonta och familjen långhorningar. Inga underarter finns listade i Catalogue of Life.